# Terrassa Reds
I Terrassa Reds sono la squadra di football americano di Terrassa, in Spagna.

## Storia
Fondati nel 1993, hanno vinto 3 titoli catalani maschili e 1 femminile.

## Dettaglio stagioni

### Tornei nazionali

#### Campionato

##### LNFA Femenina
| Stagione | regular season | regular season | regular season | regular season | regular season | regular season | playoff | playoff | playoff | playoff | playoff | playoff   | playoff         |
|          | Vin            | Par            | Per            | Tot            | PF             | PS             | Vin     | Per     | Tot     | PF      | PS      | risultato | avversaria      |
| -------- | -------------- | -------------- | -------------- | -------------- | -------------- | -------------- | ------- | ------- | ------- | ------- | ------- | --------- | --------------- |
| 2014     | 2              | 0              | 3              | 5              | 62             | 104            | -       | -       | -       | -       | -       | -         | -               |
| 2015     | 3              | 0              | 2              | 5              | 102            | 76             | -       | -       | -       | -       | -       | -         | -               |
| 2016     | 1              | 0              | 4              | 5              | 36             | 89             | -       | -       | -       | -       | -       | -         | -               |
| 2017     | 5              | 0              | 3              | 8              | 130            | 136            | 0       | 1       | 1       | 8       | 46      | Finale    | Barberá Rookies |
| 2018     | 3              | 0              | 5              | 8              | 106            | 151            | -       | -       | -       | -       | -       | -         | -               |
| Totale   | 14             | 0              | 17             | 31             | 436            | 556            | 0       | 1       | 1       | 8       | 46      |           |                 |

Fonti: Enciclopedia del Football - A cura di Roberto Mezzetti

### Tornei locali

#### Campionato catalano
| Stagione | regular season | regular season | regular season | regular season | regular season | regular season | playoff | playoff | playoff | playoff | playoff | playoff    | playoff                          |
|          | Vin            | Par            | Per            | Tot            | PF             | PS             | Vin     | Per     | Tot     | PF      | PS      | risultato  | avversaria                       |
| -------- | -------------- | -------------- | -------------- | -------------- | -------------- | -------------- | ------- | ------- | ------- | ------- | ------- | ---------- | -------------------------------- |
| 2014-15  | 5              | 1              | 3              | 9              | 272            | 108            | 1       | 1       | 2       | 38      | 42      | Finale     | Argentona Bocs                   |
| 2015-16  | 4              | 0              | 3              | 7              | 167            | 101            | 2       | 0       | 2       | 15      | 13      | Campioni   | Salt Falcons/Vall d'Aro Senglars |
| 2016-17  | 6              | 0              | 1              | 7              | 251            | 60             | 0       | 1       | 1       | 3       | 9       | Semifinale | Argentona Bocs                   |
| 2017-18  | 6              | 0              | 1              | 7              | 222            | 60             | 2       | 0       | 2       | 32      | 8       | Campioni   | Barberá Rookies                  |
| 2018-19  | 8              | 0              | 3              | 11             | 268            | 109            | 0       | 1       | 1       | 12      | 15      | Semifinale | Barcelona Uroloki                |
| 2019-20  | 4              | 1              | 3              | 8              | 135            | 71             | -       | -       | -       | -       | -       | -          | -                                |
| 2021     | 5              | 0              | 2              | 7              | 147            | 55             | 0       | 1       | 1       | 13      | 20      | Semifinale | Barcelona Pagesos                |
| Totale   | 38             | 2              | 16             | 56             | 1462           | 564            | 5       | 4       | 9       | 113     | 107     |            |                                  |

Fonti: Enciclopedia del Football - A cura di Roberto Mezzetti

##### Campionato catalano femminile
| Stagione | regular season | regular season | regular season | regular season | regular season | regular season | playoff | playoff | playoff | playoff | playoff | playoff      | playoff              |
|          | Vin            | Par            | Per            | Tot            | PF             | PS             | Vin     | Per     | Tot     | PF      | PS      | risultato    | avversaria           |
| -------- | -------------- | -------------- | -------------- | -------------- | -------------- | -------------- | ------- | ------- | ------- | ------- | ------- | ------------ | -------------------- |
| 2015     | 2              | 0              | 1              | 3              | 64             | 44             | 0       | 2       | 2       | 40      | 54      | Quarto posto | L'Hospitalet Pioners |
| 2016     | 1              | 0              | 3              | 4              | 36             | 70             | -       | -       | -       | -       | -       | -            | -                    |
| Totale   | 3              | 0              | 4              | 7              | 100            | 114            | 0       | 2       | 2       | 40      | 54      |              |                      |

Fonti: Enciclopedia del Football - A cura di Roberto Mezzetti

### Riepilogo fasi finali disputate
| Anno           | Luogo | Evento        | Fase del torneo      | Incontro                                         | Risultato |
| 26 aprile 2015 |       | LCFA          | Finale               | Argentona Bocs - Terrassa Reds                   | 15 - 6    |
| 23 maggio 2015 |       | LCFA Femení   | Finale 3º - 4º posto | Terrassa Reds - L'Hospitalet Pioners             | 21 - 27   |
| 16 aprile 2016 |       | LCFA          | Finale               | Salt Falcons/Vall d'Aro Senglars - Terrassa Reds | 7 - 8     |
| 8 aprile 2017  |       | LCFA          | Semifinale           | Terrassa Reds - Argentona Bocs                   | 3 - 9     |
| 20 maggio 2017 |       | LNFA Femenina | Finale               | Barberá Rookies - Terrassa Reds                  | 46 - 8    |
| 21 aprile 2018 |       | LCFA          | Finale               | Terrassa Reds - Barberá Rookies                  | 19 - 8    |
| 28 aprile 2019 |       | LCFA          | Semifinale           | Barcelona Uroloki - Terrassa Reds                | 15 - 12   |
| 16 maggio 2021 |       | LCFA          | Semifinale           | Terrassa Reds - Barcelona Pagesos                | 13 - 20   |

## Palmarès
- 3 Campionati catalani (1995-96, 2015-16, 2017-18)
- 1 Campionato catalano femminile (2009)
- 3 Lliga catalana Senior 2ª divisió (1993-94, 1999-2000, 2000-01)
- 2 Campionati catalani juniores (2014, 2016)
- 1 Campionato catalano cadetti (2015)
- 1 Coppa catalana cadetti (2014)